# Centro de Lenguas Modernas (Universidad de Granada)
El Centro de Lenguas Modernas de la Universidad de Granada (CLM) es una institución dependiente de dicha Universidad dedicado a enseñar multitud de idiomas modernos, tanto extranjeros como de lengua y cultura españolas. Está situado en el barrio del Realejo, la sede principal está en el recientemente restaurado Hospital de Santa Cruz, del siglo XVI y la segunda sede en el antiguo hotel Kenia. Actualmente los cursos de lenguas extranjeras impartidos son inglés, francés, italiano, alemán,  japonés, portugués, ruso y sueco. Un importante atractivo para los estudiantes de la Universidad de Granada es que los cursos superados en el centro pueden ser convalidados como créditos de libre elección, que computan como parte de los requisitos para la obtención de un título universitario.
El Centro de Lenguas Modernas de la Universidad de Granada (CLM) también realiza exámenes de acreditación de Lenguas Extranjeras (B1-B2 CLM, PLIDA, TCF, TOEFL, SWEDEX, NOKEN) y Español (DELE, eLADE)